# Зворотний видих резервуару
«Зворотний видих» резервуару (рос. «обратный выдох» резервуара; англ. reservoir back breathing; нім. Lüft-Dampf-Gemischverdrängung f aus dem Speicher m) — процес витіснення пароповітряної суміші з резервуарів для зберігання рідин, що випаровуються (нафти, нафтопродуктів та ін.), після їх часткового випорожнення або наповнення. Виникає внаслідок випаровування продукту, що знаходиться в резервуарі, в результаті цього підвищення тиску в його газовому просторі до величини, при якій відкривається дихальний клапан.